# Quartetto per archi n. 13 (Schubert)
Il Quartetto per archi n. 13 in La minore (detto Quartetto Rosamunde) D.804, op. 29 n.1, fu scritto da Franz Schubert fra febbraio e marzo 1824.

## Storia
L'opera fu composta quasi in contemporanea con l'altro grande quartetto schubertiano, il quartetto n. 14 in Re minore La morte e la fanciulla, riuscendo a completare l'opera circa tre anni dopo il suo precedente tentativo di scrivere un altro quartetto d'archi, il Quartettsatz, mai terminato. Scritto in un periodo difficile per il compositore, risente, in particolare nel primo movimento, del suo stato d'animo triste e sconfortato.
Schubert dedicò il quartetto al celebre violinista Ignaz Schuppanzigh, primo violino della formazione privata del conte Andrey Razumovsky, nobile russo che era anche un abile violinista dilettante. Schuppanzigh stesso partecipò come primo violino alla prima esecuzione del quartetto, avvenuta il 14 marzo 1824 al Musikvereinsaal di Vienna. Schubert non fu però soddisfatto dell'esecuzione in quanto la ritenne alquanto lenta anche se eseguita con la dovuta chiarezza e grazia nella linea sonora. Fatto quanto mai insolito per le opere di Schubert, e unico fra i quartetti, l'op. 29 venne pubblicata a Vienna nello stesso anno 1824 nel mese di settembre.

## Struttura e analisi
Il quartetto si compone di quattro movimenti e dura circa 36, 37 minuti.
1. Allegro ma non troppo (La minore)
2. Andante (Do maggiore)
3. Minuetto, Allegretto (La minore) - Trio (La maggiore)
4. Allegro moderato (La maggiore)

Il primo movimento, Allegro ma non troppo, presenta le due battute iniziali, che hanno la funzione di brevissima introduzione, con un carattere tipicamente romantico che si distacca nettamente dalla tradizione; si apre con un tema cantabile assai semplice in pianissimo che verrà ripreso dal primo violino soltanto alla terza misura. Il tema, molto delicato e struggente, con un andamento di dolce cantilena, è esposto in un modo che ricorda quello malinconico di uno dei primi lied di Schubert, Gretchen am Spinnrade; il motivo viene quindi ripreso, proposto in tonalità maggiore, e modificato. Un breve passaggio conduce al secondo tema, in Do maggiore, esposto inizialmente dal secondo violino e poi ripreso dal primo. Lo sviluppo riprende il materiale del primo tema e si dipana in un discorso animato dove dialogano il primo violino e il violoncello. La ripresa è sommessa e mantiene la tonalità maggiore fino alla coda che torna in minore con la riproposta di tutto il primo tema.
Il secondo tempo, Andante, è quello a cui si deve il nome Rosamunde del quartetto, dato che questo movimento è basato su un tema del terzo Entr'acte dalle musiche di scena per Rosamunde, molto simile anche a quello che appare nel terzo, in Si bemolle maggiore, degli Impromptus op. 142, nella forma di tema e variazioni, scritto tre anni dopo. Il tema, semplice e pieno di grazia, non ha perso nulla nella trasposizione da orchestra a quartetto; è un brano «nel più puro stile schubertiano»,  di piena derivazione liederistica, in forma tripartita. La liricità, la sottile malinconia e il grande equilibrio della linea sonora, sono aspetti propri e caratteristici dello stile del musicista.
Il Minuetto è ispirato alla melodia di un altro Lied di Schubert, Die Götter Griechenlands. È  un brano di velata nostalgia che oscilla fra tonalità maggiore e minore con un'atmosfera quasi crepuscolare che anticipa modalità brahmsiane. Il primo tema è proposto dal violoncello e quindi ripreso dagli altri strumenti. L'armonia passa dal La minore al Do maggiore e poi a un inaspettato La bemolle maggiore; mentre il discorso musicale si anima, giungendo a un fortissimo, la ripresa del tema d'apertura porta a un Do diesis minore. La seconda sezione, più breve, conduce alla Coda conclusiva sul tema iniziale. Il Trio ha una costruzione più semplice e presenta l'andamento danzante di un Landler; nella seconda sezione una frazione del motivo principale del movimento viene ripresa dal primo violino e poi dal violoncello, riportando il brano all'iniziale Minuetto. Da sottolineare la grande capacità compositiva di Schubert nel riuscire a collegare, con estrema semplicità, modalità fra loro lontanissime, senza che si possa avvertire in alcun modo l'impatto del passaggio armonico.
L'ultimo movimento, Allegro moderato è un brano dall'atmosfera serena nella chiara tonalità di La maggiore. Viene ripresa l'atmosfera distesa e gaia del Trio con l'andamento popolareggiante che richiama motivi ungheresi e che dona al brano un cattere estroso. Anche qui l'armonia è particolare, con ondeggiamenti continui fra modo maggiore e minore. La sensazione finale è comunque quella che, nonostante l'aspetto brioso di danza, prevalga il ricordo, pervaso da intima malinconia, che domina i movimenti precedenti.

## Discografia
- Quartetto Britten, EMI, 5-55289-2
- Quartetto Italiano, Philips, 1976, 426383-2
- Quartetto Melos, Deutsche Grammophon, 463151-2